# Accord de cessez-le-feu sur le Haut-Karabagh de 2020
L'accord de cessez-le-feu au Haut-Karabakh du 10 novembre 2020 est une déclaration de cessez-le-feu tripartite signée par le président de la république d'Azerbaïdjan Ilham Aliyev, le Premier ministre de la république d'Arménie Nikol Pachinian et le président de la fédération de Russie Vladimir Poutine visant à mettre fin à la guerre de 2020 au Haut-Karabakh.
À la suite de cet accord, le Premier ministre arménien fait face à d'importantes manifestations réclamant sa démission.

## Contenu de la déclaration

L'Azerbaïdjan hors de la zone concernée.
L'Arménie.
Zones conquises par l'Azerbaïdjan et qui resteront sous son contrôle.
Kelbadjar : doit être évacué par l'Arménie avant le 15 novembre.
Agdam : doit être évacué par l'Arménie avant le 20 novembre.
Latchin : doit être évacué par l'Arménie avant le 1er décembre.
Nagorno-Karabakh qui reste sous contrôle arménien.
Corridor de Latchine, sous surveillance russe.
- Les deux routes d'accès au Nagorno-Karabakh.
- Nouveau couloir de transport azéri à travers l'Arménie méridionale.
- Frontières d'Artsakh avant le conflit.
- Autres zones revendiquées par Artsakh.

Le communiqué annonçait un cessez-le-feu complet et la fin de toutes les hostilités dans la zone du Haut-Karabakh à partir de minuit, heure de Moscou, le 10 novembre 2020.
1. Un cessez-le-feu complet et la fin de toutes les opérations militaires dans la zone de conflit du Haut-Karabakh entreront en vigueur le 10 novembre 2020 dès 00h00, heure de Moscou. La république d'Azerbaïdjan et la république d'Arménie conserveront leurs positions actuelles.
2. La région d'Aghdam est restituée à la république d'Azerbaïdjan à partir du 20 novembre 2020.
3. Un contingent de maintien de la paix de la fédération de Russie composé de 1 960 militaires munis d'armes à feu, de 90 véhicules blindés, 380 véhicules et engins spéciaux est stationné au Haut-Karabagh le long de la ligne de contact et du corridor de Latchine. Le contingent de maintien de la paix de la fédération de Russie est déployé parallèlement au retrait des forces armées arméniennes. La période de séjour du contingent de maintien de la paix de la fédération de Russie est de 5 ans et sera automatiquement prolongée de 5 ans à moins que l'une des Parties n'exprime 6 mois avant l'expiration de la période son intention de mettre fin à cette disposition.
4. Un centre de maintien de la paix pour le contrôle du cessez-le-feu est mis en place afin d'accroître l'efficacité de la surveillance du respect des accords par les parties au conflit.
5. La république d'Arménie restituera à la république d'Azerbaïdjan la région de Kelbadjar à partir du 15 novembre 2020 et la région de Latchine à partir du 1er décembre 2020. Le corridor de Latchine (5 km de large), qui assurera la liaison entre le Haut-Karabagh et l'Arménie, et ne touchera pas la ville de Choucha, passe sous le contrôle du contingent russe de maintien de la paix. Selon l'accord, un projet de construction d'une nouvelle route sur le couloir de Latchine, qui assurera la communication entre le Haut-Karabagh et l'Arménie pour les trois prochaines années, sera déterminé et il est donc prévu la future relocalisation du contingent russe de maintien de la paix pour la protection de cet itinéraire. La république d'Azerbaïdjan garantit la sécurité de la circulation des citoyens, des véhicules et des marchandises dans les deux sens le long du couloir de Latchine.
6. Les déplacés internes et les réfugiés retourneront sur le territoire du Haut-Karabagh et dans les régions adjacentes sous la supervision de l'Office du Haut Commissariat des Nations unies pour les réfugiés.
7. L'échange de prisonniers de guerre, d'otages et d'autres détenus, ainsi que de corps, sera effectué.
8. Toutes les liaisons économiques et de transport de la région seront restaurées. La république d'Arménie garantit la sécurité des liaisons de transport entre les régions orientales de la république d'Azerbaïdjan et la république autonome du Nakhitchevan afin d'organiser la libre circulation des citoyens, des véhicules et des marchandises dans les deux sens. Le contrôle des transports sera exercé par les garde-frontières du Service fédéral de sécurité de Russie.
9. Par accord des parties, la construction de nouvelles communications de transport reliant la république autonome du Nakhitchevan et les régions occidentales de l'Azerbaïdjan sera assurée[2].